# Spektroskop
Et spektroskop er et optisk instrument, hvor menneskeøjne benyttes til at se det resulterende spektrum.
Hvis spektret modtages af en billedsensor - fx en fotoplade eller i dag typisk en elektronisk billedsensor - er der tale om et spektrometer.
Et spektroskop anvendes fx indenfor astronomien.